# Michael Formanek

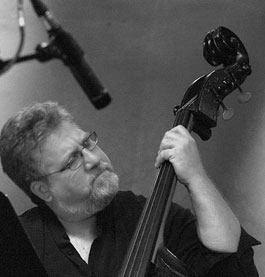
Michael Formanek

Michael Formanek (San Francisco, 7 mei 1958) is een Amerikaans bassist op het gebied van jazz.
Formanek kreeg zijn muzikale opleiding aan de California State University. Hij is dan wel geboren en getogen in Californië, zijn spelstijl ligt meer in het oosten, de New York-stijl. Af en toe trad Formanek op als leider van een ensemble rondom hemzelf, maar meestentijds trad hij op als begeleider. Freddie Hubbard, Joe Henderson, Dave Liebman, Fred Hersch en Attila Zoller gebruikten zijn diensten voordat in 1990 het eerste album onder zijn eigen naam verscheen. Een vaste speler naast Formanek werd Tim Berne, die vanaf het tweede album uit 1992 met hem meespeelde. Was het eerst in een ensemble rond Formanek, later trad hij toe tot Bloodcount, een jazzkwartet rondom Berne.
In 1997 kwam zijn album AM I bothering you uit, dat gevolgd werd door een lange stilte.
Die stilte was deels het gevolg van zijn lesgeven aan het Peabody Institute of Music in Baltimore, een baan die hij in 2003 aannam. In 2007 componeerde hij voor dat instituut ter gelegenheid van haar 150-jarig bestaan The open book. Zo af en toe stond zijn naam onder “credits” maar er moest tot 2010 gewacht worden tot er een album uitkwam dat zijn naam droeg. Hij vond onderdak bij het platenlabel ECM Records. Desondanks verscheen zijn naam ook nog op albums van derden.

## Discografie
Onder eigen naam
- Wide Open Spaces met Mark Feldman, Vic Firth, Jeff Hirshfield, Wayne Krantz, Greg Osby, 1990
- Extended Animation met Tim Berne, Mark Feldman, Jeff Hirshfield, Wayne Krantz, 1991
- Loose Cannon met Tim Berne, Jeff Hirshfield, 1992
- Low Profile met Tim Berne, Salvatore Bonafede, Dave Douglas, Marty Ehrlich, Frank Lacy, Marvin Smitty Smith, 1993
- Nature of the Beast met Tim Berne, Jim Black, Dave Douglas, Tony Malaby, Chris Speed, Steve Swell, 1996
- Am I Bothering You?, Soloalbum, 1997
- The rub and spare change (2010)